# Geissorhiza ovata
Geissorhiza ovata (лат.) — небольшое многолетнее травянистое клубнелуковичное растение, вид рода Geissorhiza семейства Ирисовые (Iridaceae). Эндемик ЮАР. Растёт на каменных хребтах и скальных выходах в Северо-Капской провинции ЮАР.

## Описание
G. ovata — многолетний травянистый клубнелуковичный геофит высотой 6–15 см, туники деревянистые, концентрические. Редко разветвлённые или неразветвлённые цветоносные стебли высотой до 15 см. Листья ланцетные или яйцевидные, кожистые, распростёртые. Цветки по 2–4 на колосе, розовые или белые с розовой обратной стороной, иногда красноватые у основания околоцветника; трубка околоцветника длиной до 27 мм, околоцветники раскидистые, длиной 7–13 мм; прицветники твёрдые, зелёные и часто с красным оттенком. Цветёт августа по октябрь.

G. ovata
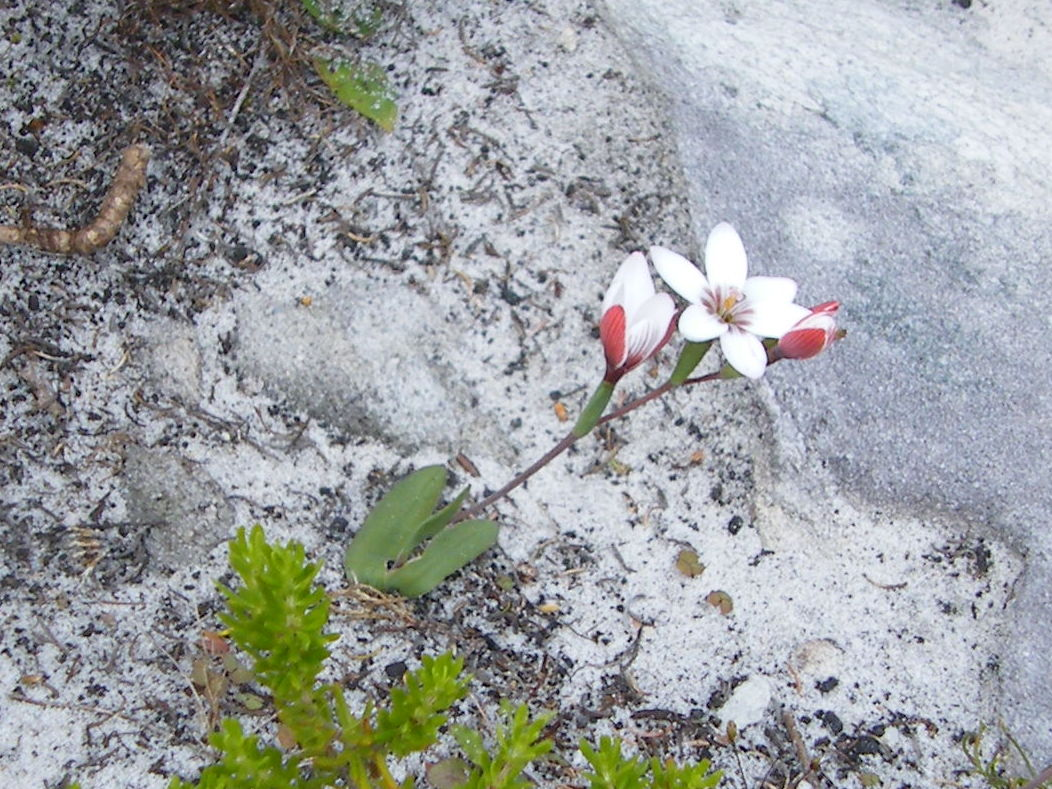
Общий вид
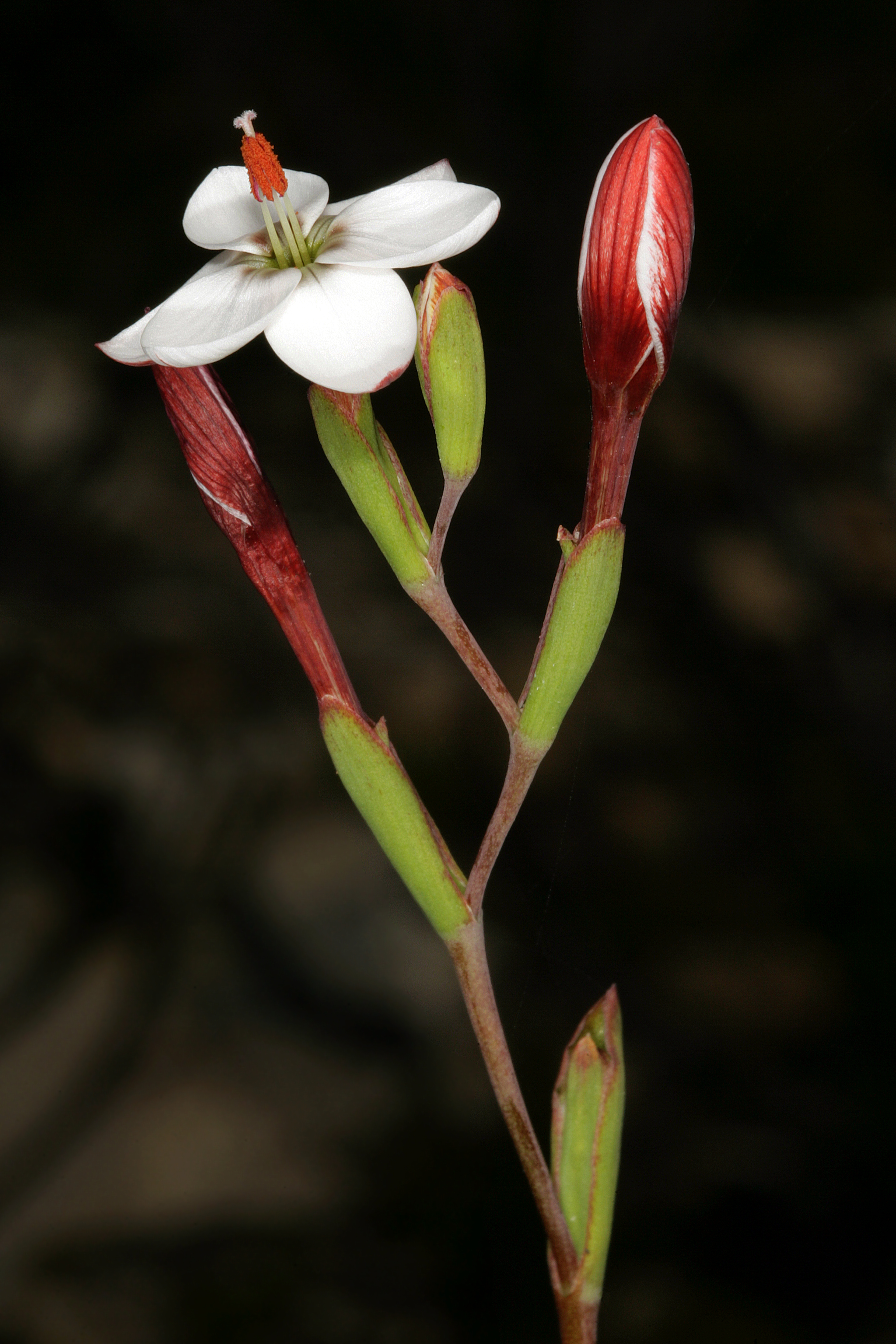
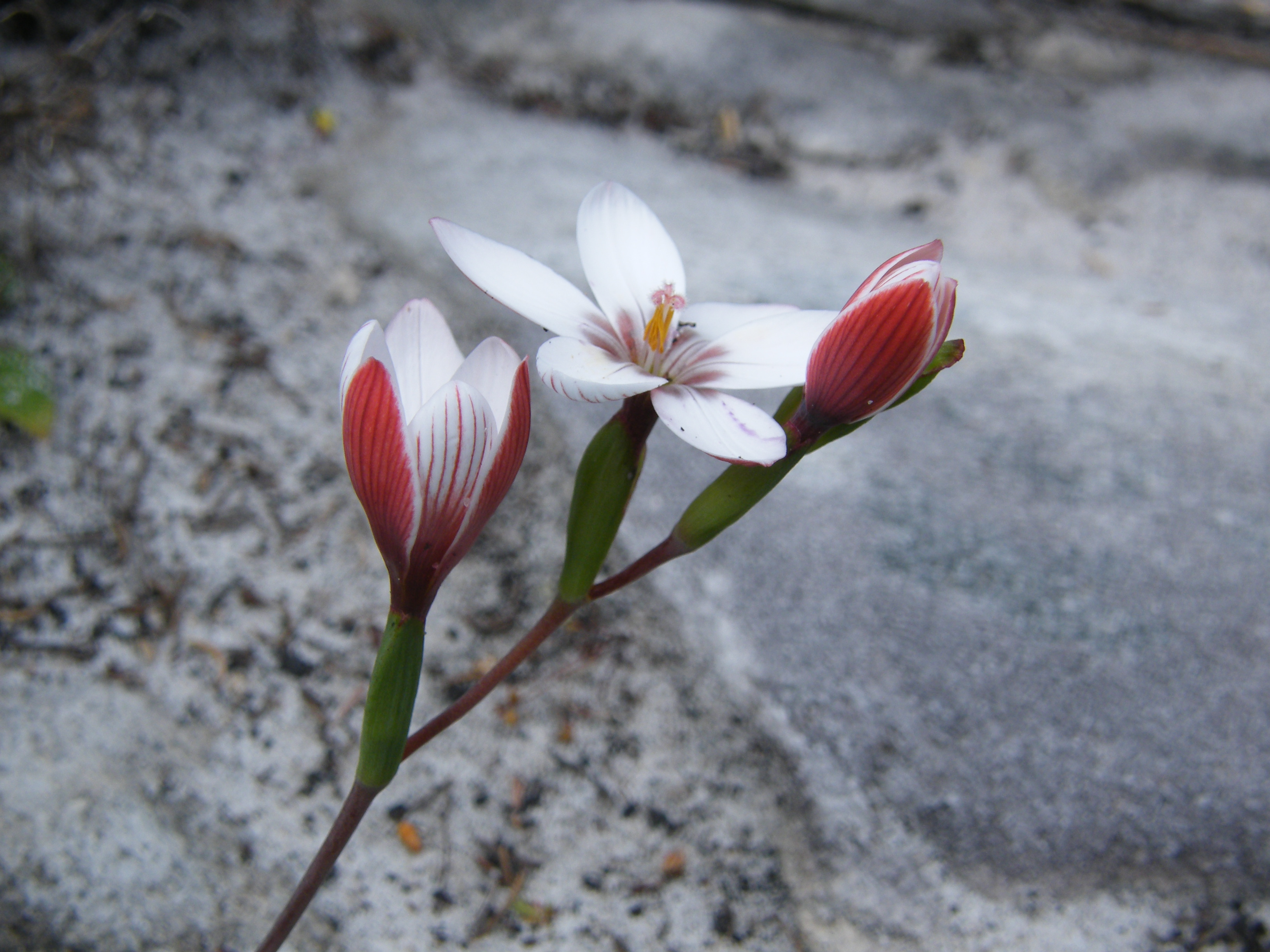
Колос
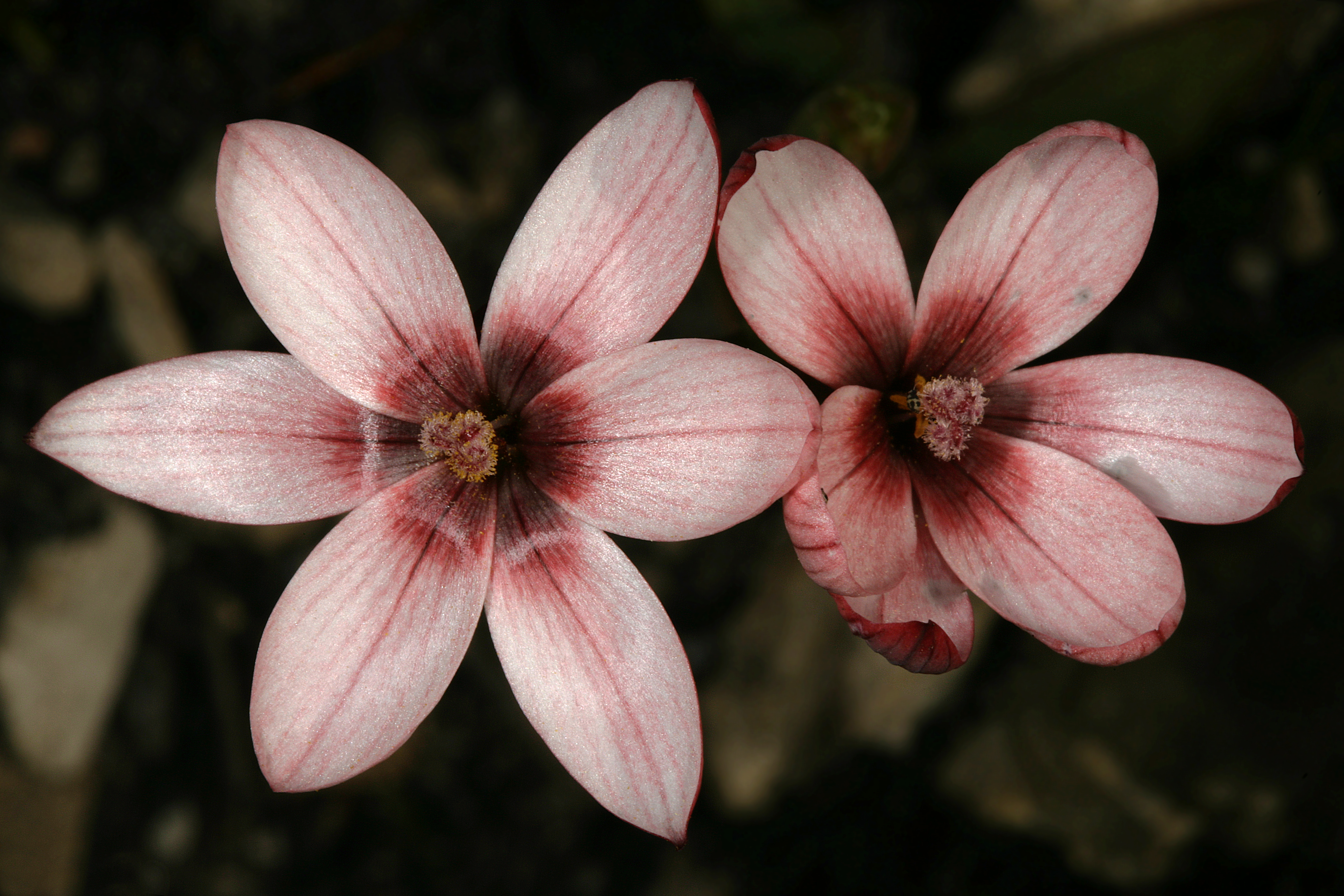
Розовый вариант

## Распространение и местообитание
G. ovata — эндемик Северо-Капской провинции ЮАР. Встречается в горах реки Улифантс до Риверсдейла) на средних и высоких высотах, но также и на низких высотах вблизи побережья. Произрастает песчаниковых склонах и равнинах. Особенно обильно цветёт после пожара.